# Théologie
 (janvier 2024).
La mise en forme du texte ne suit pas les recommandations de Wikipédia : il faut le « wikifier ».
Les points d'amélioration suivants sont les cas les plus fréquents. Le détail des points à revoir est peut-être précisé sur la page de discussion.
- Les titres sont pré-formatés par le logiciel. Ils ne sont ni en capitales, ni en gras.
- Le texte ne doit pas être écrit en capitales (les noms de famille non plus), ni en gras, ni en italique, ni en « petit »…
- Le gras n'est utilisé que pour surligner le titre de l'article dans l'introduction, une seule fois.
- L'italique est rarement utilisé : mots en langue étrangère, titres d'œuvres, noms de bateaux, etc.
- Les citations ne sont pas en italique mais en corps de texte normal. Elles sont entourées par des guillemets français : « et ».
- Les listes à puces sont à éviter, des paragraphes rédigés étant largement préférés. Les tableaux sont à réserver à la présentation de données structurées (résultats, etc.).
- Les appels de note de bas de page (petits chiffres en exposant, introduits par l'outil «  Source ») sont à placer entre la fin de phrase et le point final[comme ça].
- Les liens internes (vers d'autres articles de Wikipédia) sont à choisir avec parcimonie. Créez des liens vers des articles approfondissant le sujet. Les termes génériques sans rapport avec le sujet sont à éviter, ainsi que les répétitions de liens vers un même terme.
- Les liens externes sont à placer uniquement dans une section « Liens externes », à la fin de l'article. Ces liens sont à choisir avec parcimonie suivant les règles définies. Si un lien sert de source à l'article, son insertion dans le texte est à faire par les notes de bas de page.
- La présentation des références doit suivre les conventions bibliographiques. Il est recommandé d'utiliser les modèles {{Ouvrage}}, {{Chapitre}}, {{Article}}, {{Lien web}} et/ou {{Bibliographie}}. Le mode d'édition visuel peut mettre en forme automatiquement les références.
- Insérer une infobox (cadre d'informations à droite) n'est pas obligatoire pour parachever la mise en page.

Pour une aide détaillée, merci de consulter Aide:Wikification.
Si vous pensez que ces points ont été résolus, vous pouvez retirer ce bandeau et améliorer la mise en forme d'un autre article.

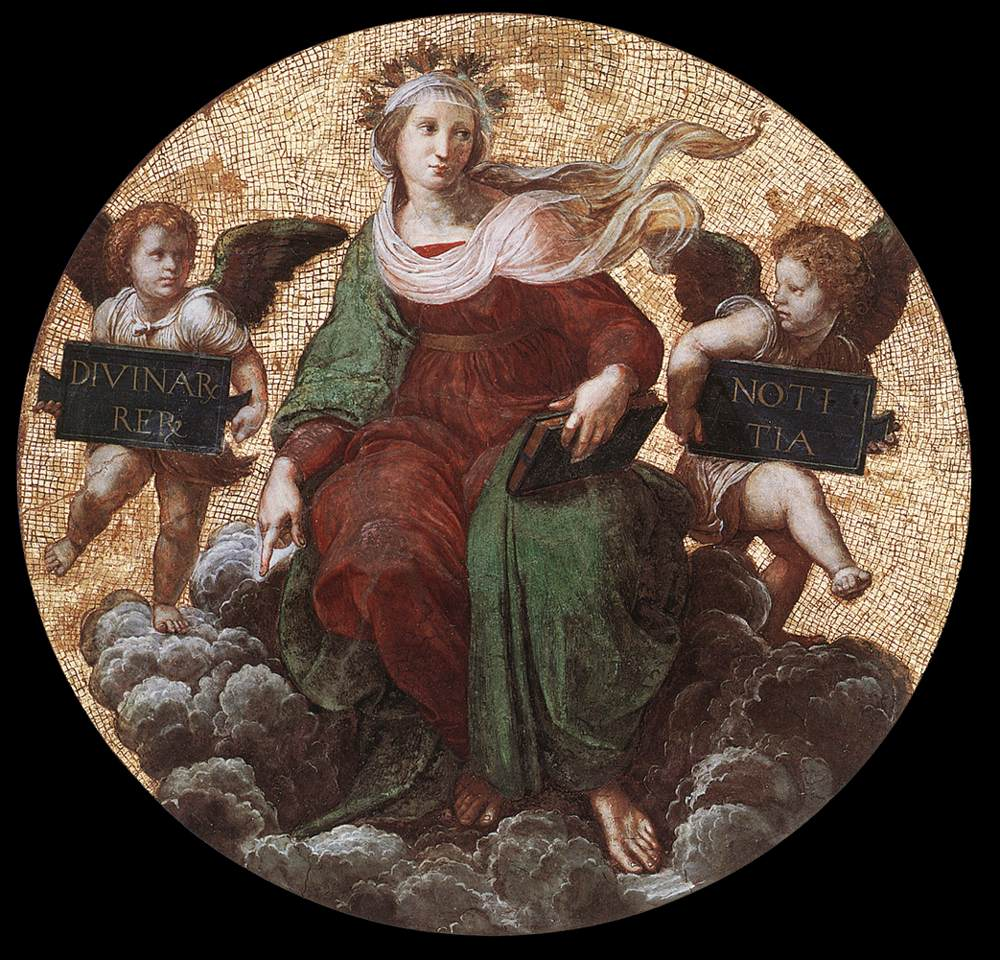
Allégorie de la Théologie, par Raphaël, v. 1509.

La théologie (en grec ancien θεολογία / theología, littéralement « discours rationnel sur la divinité ou le divin, le θεός / theós ») est un ensemble de champs disciplinaires qui concerne l'idée de Dieu ou du divin. L'approche confessante de ces champs d'étude les distingue de l'approche agnostique des sciences des religions.
En Occident, le concept est formulé pour la première fois par Platon, puis repris par Aristote et développé principalement par la théologie chrétienne.

## Le concept en Occident

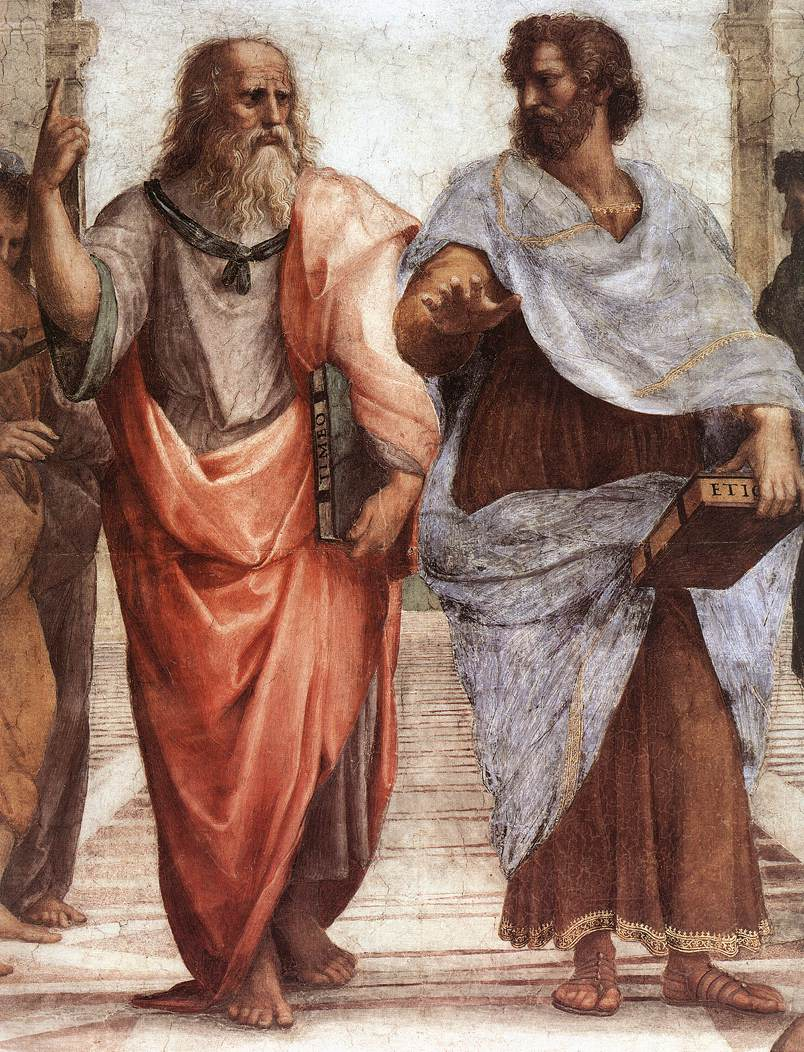
Platon (à gauche) et Aristote dans la fresque de Raphaël, L'École d'Athènes, 1509.

### Platon
Le premier à avoir employé le terme est le Grec Platon qui, dans La République (II, 379 a - 383 c), met dans la bouche d'Adimante, l'interlocuteur de Socrate, le mot θεολογία à propos de la mythologie, pour désigner la « science de la divinité » ou un discours vrai sur les dieux :
« οἱ τύποι περὶ θεολογίας τίνες ἂν εἶεν »
— Socrate, , II, 379a sur le site Perseus.

« les modèles régissant les discours sur les dieux, quels seraient-ils ? »
— Chambry, La République, II, 379a dans Wikisource.
Platon entend par théologie une épuration philosophique de la présentation mythologique des dieux, donc le dépassement des fables mythologiques. C'est à cette condition seulement que les poètes pourraient trouver place dans la cité idéale qu'il propose, parce que celle-ci ne saurait en aucun cas être fondée sur des mensonges qui diminuent dans l'esprit des gens la perfection divine.
Pour Hannah Arendt, cette « théologie » ne se réfère donc ni à un dieu vivant, ni au dieu des philosophes, ni à une divinité païenne, mais est un instrument strictement politique au moyen duquel une cité peut être fondée et des normes de comportement imposées à la multitude : « la théologie enseigne comment faire respecter ces normes, même dans les cas où la justice humaine semble dépassée, comme pour les crimes qui restent impunis ainsi que ceux pour lesquels la peine de mort serait encore inadéquate ».
Pour Ludwig Feuerbach, comme pour Platon, la théologie est bien « un discours vrai sur les Dieux » mais c'est « la vérité du sensible ». « Les temps modernes ont pour tâche … la transformation et la résolution de la théologie en anthropologie ». Elle est comme la vérité à la fois contenue et masquée de la théologie. C'est une démarche qui part de l'intériorité humaine (le singulier sensible) vers l'idée générale.
Avant Platon, le premier à avoir écrit Sur la nature et les dieux est Phérécyde, réflexion qu'il transmet à Pythagore. Postérieurement à Platon, le Romain Apulée dissertera sur les démons, entités situées entre les dieux et les hommes dans son Traité sur le dieu de Socrate.

### Aristote

#### La poésie et les origines de la pensée
Le terme « théologie » est repris par Aristote (Métaphysique, livre A (I), 3, 983.b.29 et livre B (III), 4, 1000.a.9-30) pour distinguer les philosophes des théologiens (ou « théologues » d'après la traduction de Jules Barthélemy-Saint-Hilaire, par opposition à la théologie exposée en livre E (VI), 1, 1025.b.16-23) qui racontent, sous forme poétique, la mythologie. Les philosophes, au contraire, sont les tenants de la recherche rationnelle des principes des choses.
Aristote semble néanmoins introduire l'hypothèse que les premiers théologiens et les premiers philosophes avaient une pensée commune, les premiers appelant « dieux » ce que les seconds appellent « principes ». Cette hypothèse que les poètes tels qu'Homère et Hésiode étaient des penseurs à l'instar des philosophes Anaximandre, Parménide et Héraclite, avant la séparation radicale entre la philosophie et la poésie instaurée par Platon et Aristote lui-même, a été développée au XXe siècle par Martin Heidegger et Cornelius Castoriadis.

#### Les divisions de la métaphysique

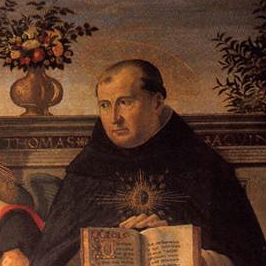
Thomas d'Aquin, par Ghirlandaio, v. 1486.

Toutefois, dans un autre passage de son œuvre (Métaphysique, livre E (VI), 1, 1026a), Aristote distingue trois parties dans la philosophie « théorétique » : la mathématique (connaissance des substances abstraites de la matière), la physique (connaissance des substances immergées dans la matière) et la « théologie » (connaissance des substances séparées de la matière).
L'existence de substances séparées de la matière, qui poserait les fondements de la théologie au sein de la métaphysique aristotélicienne, n'est pas clairement prouvée par Aristote, qui laisse la question en suspens.
Thomas d'Aquin affirme avoir vu « dix livres d'Aristote » sur la question des substances séparées, qui livreraient donc la fameuse théologie d'Aristote, selon lui non encore traduits [en latin], mais il devra finalement se contenter du livre XII de la Métaphysique, qui évoque le problème sans le résoudre.

#### L'ontothéologie
La théologie philosophique, investigation rationnelle sur les substances divines, est ainsi opposée par Aristote à la Théogonie poétique, irrationnelle et composée de fables. La théologie est une des trois parties théorétiques de la métaphysique, cette dernière étant également appelée « philosophie première » (Métaphysique, A, 2) ou « science de l'être en tant qu'être » (Métaphysique, Γ, 1).
La théologie communique donc avec l'ontologie, puisqu'elle étudie théoriquement les plus hautes réalités, les réalités divines, en acte et non mêlées à la matière. Ce projet, laissé à l'état d'ébauche, sera le point de départ de la majeure partie des débats philosophiques après la mort d'Aristote ; les péripatéticiens, les néoplatoniciens, puis les philosophes musulmans, juifs et chrétiens, tenteront de fonder et de justifier l'existence d'une théologie, qui deviendra – contrairement à son statut chez Aristote, d'origine naturelle et non monothéiste mais pluraliste – inspirée par les textes sacrés et cautionnée philosophiquement par l'idée d'un Premier principe de toutes choses. On passe de l'hellénisme aux monothéismes juif, chrétien et islamique.
Martin Heidegger s'intéressera de nouveau au problème, après quatre siècles d'oubli de l'aristotélisme ou presque (du XVIe au XIXe siècle inclus), et formulera l'hypothèse de l'onto-théologie. Selon lui, avec Aristote débute l'histoire de la métaphysique (jusqu'à Nietzsche avec le nihilisme), qui fait invariablement coïncider l'Être et Dieu (le premier principe), malgré la diversité des auteurs et des pensées.

## Théologie juive
La théologie du judaïsme est apophatique. Dieu ne se révèle qu'en partie lors de l'épisode du Buisson ardent (Ex 3:13-14) en prononçant son Nom ineffable : YHWH, « Je suis qui Je suis. » Il est à la fois Unique et Inconnaissable : « À qui me comparerez-vous, pour que je lui ressemble ? dit le Saint (Is 40:25) ». L'impossibilité de la ressemblance et, partant, de la comparaison, est une notion reprise notamment par Maïmonide, qui écrit « que Dieu n'est point un corps, qu'il n'y a nulle ressemblance, dans aucune chose, entre lui et ses créatures », et « que son existence ne ressemble pas à la leur », de sorte que « son existence et l'existence de ce qui est hors de lui ne s'appellent l'une et l'autre « existence » que par homonymie ».
Le thème de la transcendance divine, à la base de cette théologie négative, sous-tend l'ensemble de la philosophie juive, de Moïse Mendelssohn à Hermann Cohen, ou à Léo Strauss, entre autres.
Dieu ne peut donc être qu'approché par l'étude de la Torah et de ses commentaires, ainsi que par la pratique des commandements (mitsvot). Les non-juifs (goyim) de toute l'humanité, eux, peuvent se rapprocher aussi de Dieu en respectant les sept lois noahides.
- Les Lois sur les Fondements de la Torah (wikisource)

## Théologie chrétienne

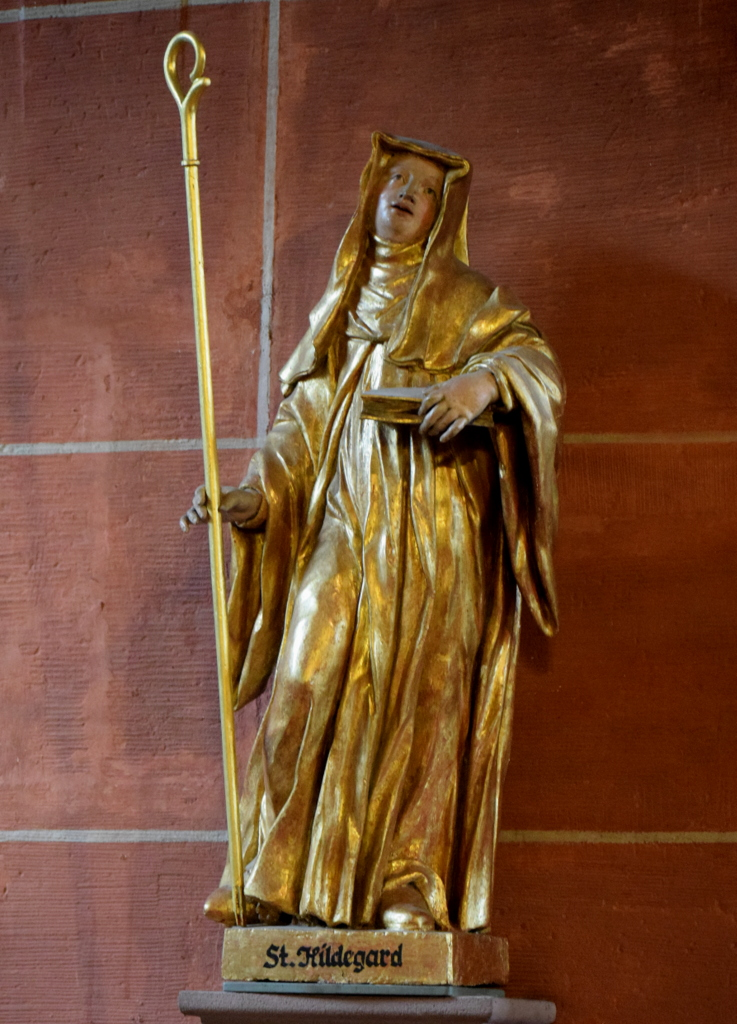
Hildegard von Bingen, docteure de l'Église

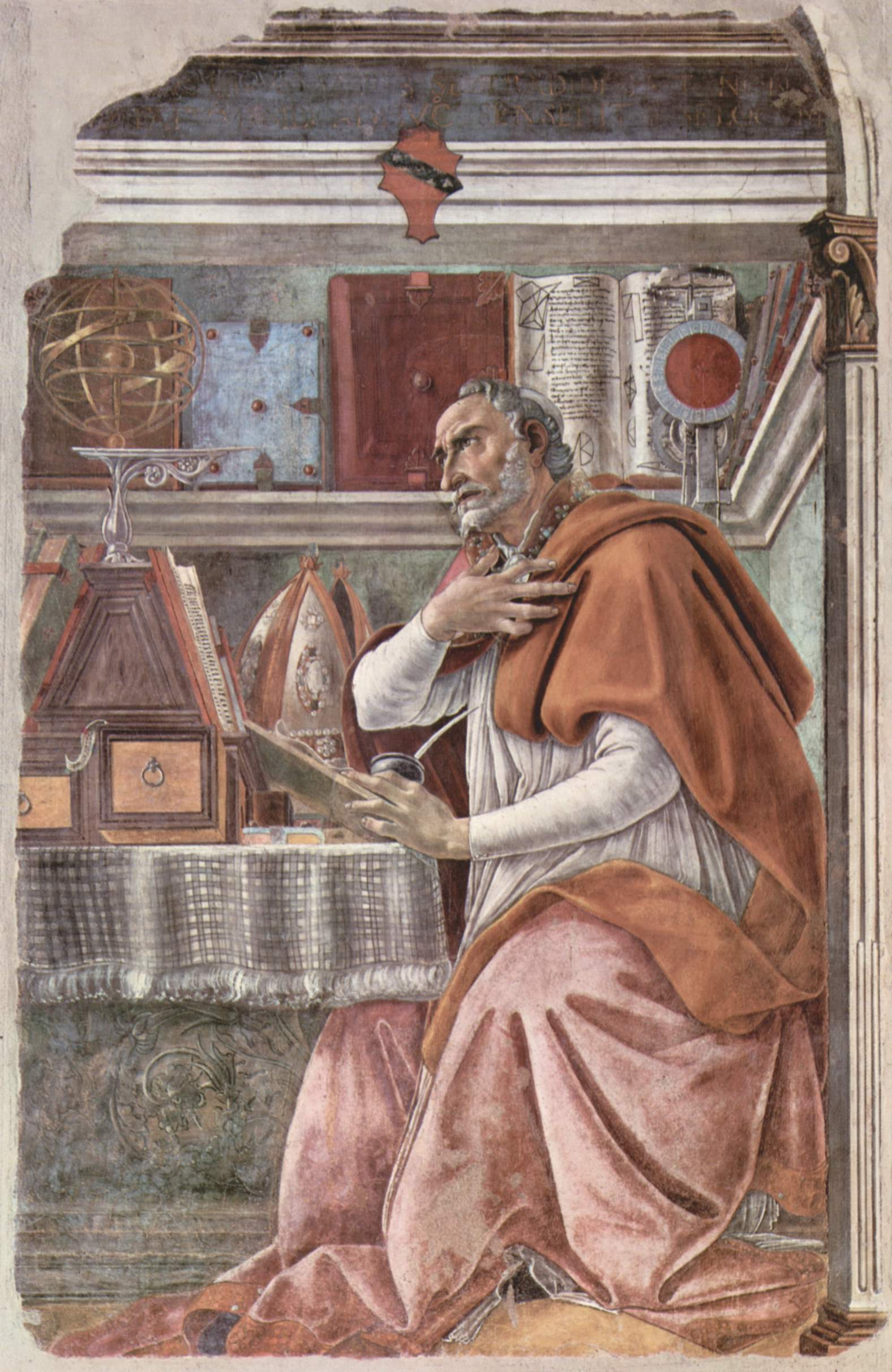
Augustin d'Hippone, par Botticelli, 1480.

Si les philosophes latins parlent peu de théologie, un passage du Romain Varron — reprenant probablement une tripartition théorisée précédemment par l'école stoïcienne — distingue la théologie mythique, la théologie physique et la théologie politique. Ce passage a été repris par des écrivains chrétiens comme Augustin d'Hippone, qui, reprenant cette division, en réfute deux pour ne retenir que la théologie « physique » comme interprétation du « vrai » Dieu.
L'emploi du terme dans la philosophie classique a, dans les premiers siècles, suscité une méfiance de la part des auteurs chrétiens. Les termes « théologie » et « théologiens » restent associés à la mythologie païenne. Cependant, Clément d'Alexandrie opère une distinction entre la « théologie du Verbe éternel » et la « mythologie de Dionysos ». Peu à peu, le terme ne s'emploie plus que pour la nouvelle religion. Toutefois, son sens précis n'est pas toujours le même : le mot « théologie » peut ainsi désigner les Écritures ou la confession de la foi chrétienne.
Pour d'autres théologiens, la théologie était le discours sur la divinité en général, voire sur la seule divinité du Christ. Les auteurs occidentaux emploient assez peu le terme avant l'époque scolastique, préférant des expressions avec le mot sacer, telles que doctrina sacra, sacra pagina ou sacra eruditio. Cependant, les théologiens latins ont fini par l'utiliser couramment dans leurs écrits, et le mot « théologie » a alors reçu le sens, qu'il a gardé, d'étude systématique de la doctrine chrétienne.
À partir du XVIe siècle, le mot « théologie » redevient plus général. Il est utilisé dans l'expression « théologie naturelle », qui désigne la connaissance de Dieu d'une manière considérée comme « naturelle ». Dès lors, il est également utilisé pour d'autres religions que le christianisme, notamment dans des perspectives d'étude comparée des religions. La théologie désigne alors l'image de Dieu et du divin dans les différentes religions, ainsi que leurs doctrines.
L'importance de la théologie dans le christianisme s'explique en partie par la nature expansive qu'avait déjà cette religion à sa naissance. Ayant eu à s'opposer aux philosophes de l'empire romain, elle dut très tôt trouver des moyens de se faire entendre dans le monde gréco-romain, en employant ses termes, en récupérant ses catégories. De ce fait, apparurent assez rapidement dans l'empire un néoplatonisme chrétien, ainsi que des formes d'aristotélisme modifié. À ce facteur qu'on pourrait dire d'inculturation volontaire, s'ajoute l'influence en retour du substrat gréco-romain sur la doctrine chrétienne naissante. Celle-ci était particulièrement ouverte à ce genre de possibilité du fait, entre autres, de la rédaction des évangiles en grec et de la nature particulièrement spéculative de l'évangile selon Jean. Ainsi, à l'identification, dans la philosophie grecque, de l'être et du logos répond dans l'évangile de Jean, l'identification de Dieu et du logos (« Au commencement était le Verbe [logos], et le Verbe était Dieu » Jn, 1,1).
Le christianisme a croisé au cours de son histoire plus d'un mouvement de pensée qu'il a intégré, rejeté, influencé. Outre les diversités confessionnelles actuelles et leurs théologies afférentes, ce qu'on nomme traditionnellement les « grandes hérésies » comme le gnosticisme, étaient souvent des synthèses de conceptions philosophiques préexistantes et de christianisme. Ainsi, dans cette histoire des rencontres entre la pensée et le christianisme, on peut noter, plus proche de nous, l'importance primordiale de celui-ci dans la philosophie de Kierkegaard, qui se place d'elle-même à la frontière de la théologie, de l'éthique, de la philosophie, témoignant par là de la plasticité de ce concept dans la culture chrétienne.

### Théologie et foi

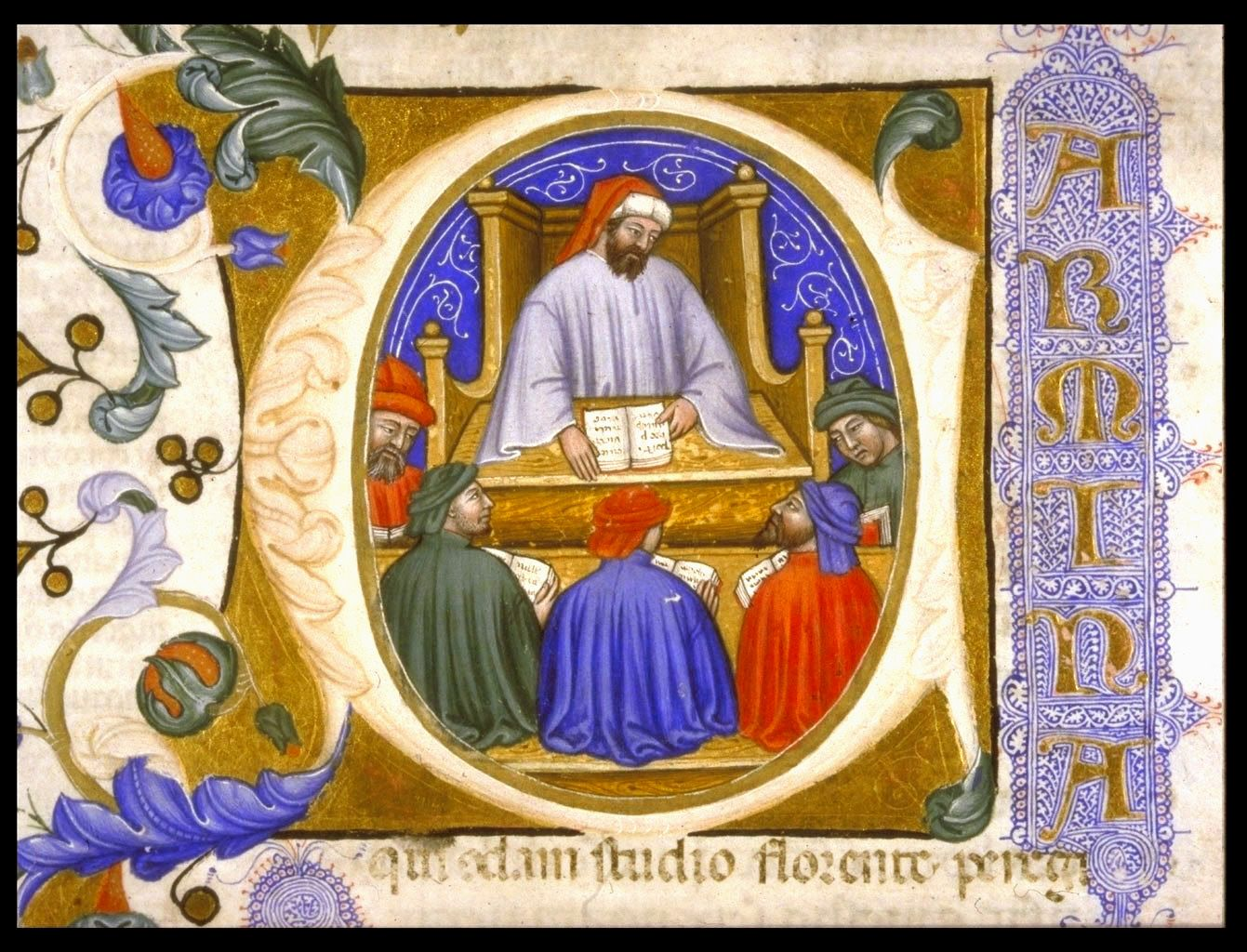
Boèce enseignant, manuscrit de la Consolation de Philosophie, 1385.

De même que selon Luther la foi justifiante est différente de la fides historica, il existe un habitus théologique qui ne prouve pas la justification et la sanctification du théologien, ni sa vocation. Personne ne peut établir en toute objectivité l'existence de ce rapport croyant, à moins de confondre l'aveu de la foi et la réalité de celle-ci.
Historiquement, la question des rapports entre foi et théologie a longtemps été structurée par cet adage d'Évagre le Pontique : « Si tu es théologien, tu prieras vraiment et, si tu pries vraiment, tu es théologien ». Jusqu'au divorce entre théologie et mystique, que les historiens font remonter au XVIIe siècle, le discours théologique découlait de l'expérience spirituelle, en procédait. Au Moyen Âge, à côté de la théologie spéculative enracinée dans la philosophie thomiste, a continué de prospérer, notamment dans les monastères, une autre théologie, fondée sur l'autorité de la Bible et des Pères de l'Église, et appuyée sur l'expérience. Dans cette théologie monastique, le savoir est la transcription d'une expérience de foi. La théologie naît de l'expérience spirituelle, et vise à la promouvoir en retour,.
Abélard est à l'origine de la distinction entre discours théologique et religieux ; entre les écrits rationnels décrivant Dieu et ses interactions avec les humains et les énoncés religieux tels que prières, rites…
C'est Boèce qui a transmis au monde latin la définition d'Aristote qui distinguait « les mythes de la theologia, et la science philosophique suprême, « science divine » (épistémè théologikè, Métaphysique L.) ». Boèce propose une division des sciences : « La philosophie spéculative se divise en trois parties. La physique, […]. La mathématique […]. La théologique (theologica), enfin, s'occupe de ce qui est sans mouvement, abstrait et séparable [de la matière]. »
« Le théologien est celui qui croit assez en Dieu pour faire sienne l'interrogation humaine dans ce qu'elle a de plus radical. »

### Théologie négative
Par opposition à la « théologie positive » ou encore « théologie cataphatique, on appelle « théologie négative » ou « apophatique » celle qui ne définit jamais positivement Dieu mais lui prête seulement des attributs négatifs (exemple : on ne dira pas de Dieu qu'il est éternel mais non-mortel : « Ô Dieu immortel aie pitié de nous »).
Ce type de discours théologique repose sur l'idée que le langage des hommes est inadéquat pour traiter dans toute leur dignité les attributs divins. Ce serait doublement dévaloriser Dieu : un jugement étant composé d'un sujet et d'un prédicat, faire de Dieu le sujet de notre jugement, c'est l'objectiver, et lui accoler un prédicat, c'est lui prêter des propriétés qui, en droit, pourraient être assignées à d'autres objets. C'est utiliser le mythe qui est une « formation de compromis » entre le divin et l'humain. Mais le mythe en parle très mal, en dégradant l'invisible en visible, d'où la démythologisation (Rudolf Bultmann).
Transcendant les limites de la pensée et du langage humains, la nature de Dieu serait proprement indicible. C'est pourquoi on pourrait inlassablement énoncer ce qu'il n'est pas, jamais ce qu'il est vraiment.
Une radicalisation de la théologie négative pourrait être de prendre comme point de départ du travail théologique la thèse de Wittgenstein : « Ce dont on ne peut pas parler, il faut le taire » (Tractatus Logico-philosophicus, 7).

### Théologie philosophique ou naturelle

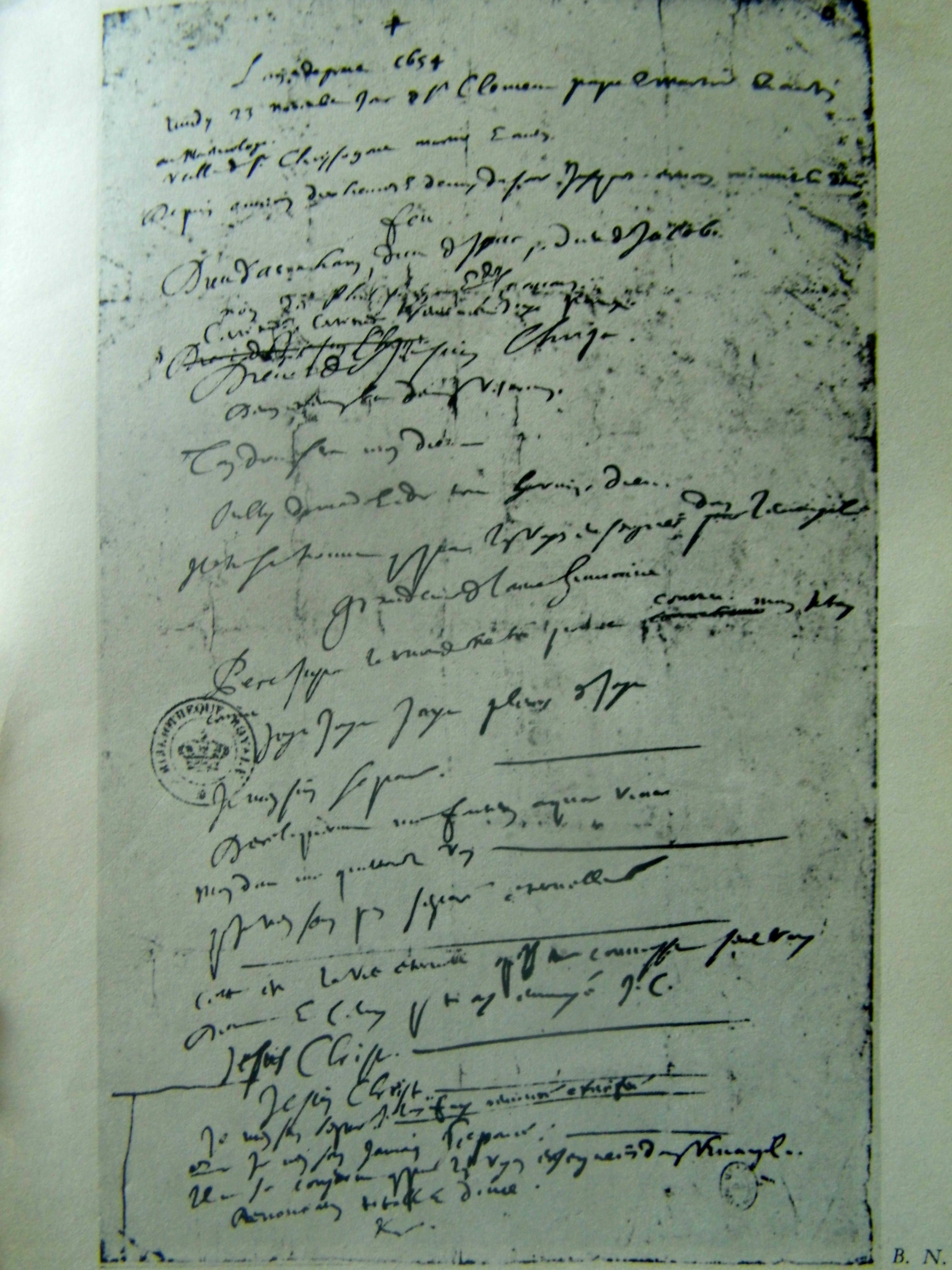
Manuscrit du Mémorial de Pascal.

La théologie naturelle, ou théodicée, est la discipline philosophique qui traite de la nature de Dieu et de ses attributs connus par la seule raison, sans jamais recourir à la Révélation.
Elle s'efforce de dégager de manière argumentée et déductive les propriétés de Dieu. Par exemple, Augustin appuie sa théologie sur la philosophie de Platon, tandis que Thomas d'Aquin prolonge la Métaphysique d'Aristote.
On peut parler de théologie naturelle pour certains systèmes philosophiques, comme ceux de Descartes ou de Leibniz ; ceux-ci élaborent notamment des preuves de l'existence de Dieu, telles que l'argument ontologique, et s'efforcent de démontrer les attributs divins : éternité, perfection, bonté, toute-puissance…
Mais cette approche philosophique est critiquée : on lui reproche notamment sa froideur, et l'absence éventuelle de recours à la foi, à l'instar de Pascal, qui invoque dans le Mémorial le « Dieu d'Abraham, Dieu d'Isaac, Dieu de Jacob, non des philosophes et des savants ». En outre, si la raison peut rapprocher certains philosophes de la religion, elle peut tout aussi bien les en éloigner, et étayer l'athéisme ou l'agnosticisme.

## Théologie en islam
Voir Islam et la Catégorie:Courant musulman.
 (avril 2015).
La théologie musulmane repose sur la révélation par Mahomet à travers le Coran de l'existence du Créateur, Allah, unique, omniscient et omnipotent. Cela impose donc de nombreuses limites d'interprétations car jamais les enseignements philosophiques tirés ne peuvent mettre en cause le Coran.
Plusieurs écoles théologiques ont été créées à partir de plusieurs systèmes de pensée qui s'affrontent :
- en premier lieu le système méthodologique et la théologie associée appelée Kalâm, fondée sur la réflexion[29] ;
- le soufisme, fondé sur une étude mystique, voire ésotérique, de l'islam[30].

Le Kalâm est utilisé pour élaborer les lois (fiqh).
D'autre part, d'autres branches de l'islam dotées chacune de leur doctrine multiplient les théologies islamiques.